# Iana Bondar
Pour les articles homonymes, voir Bondar.
Iana Ruslavnivna Bondar (en ukrainien : Яна Русла́нівна Бондарь) est une biathlète ukrainienne, née le 19 février 1991 à Belaya Tserkov.

## Biographie
Au départ, Iana Bondar est active en ski de fond, concourant aux Championnats du monde junior en 2009, 2010 et 2011, avant de se tourner vers le biathlon lors de la saison 2011-2012.
Aux Championnats du monde junior 2012, elle est médaillée de bronze au relais.
Aux Championnats d'Europe 2014, elle est médaillée de bronze au sprint, malgré trois tours de pénalité au tir. Elle aussi gagné le bronze aux Championnats d'Europe 2013 en relais.
En Coupe du monde, elle marque des points pour ses débuts à Anterselva en janvier 2013 (37e) et enregistre son meilleur résultat avec une 14e place, obtenue au sprint d'Holmenkollen en 2015. 
Elle a été sélectionnée pour les Championnats du monde en 2013 et 2015, où elle obtient son meilleur résultat avec une 28e place sur la poursuite.
Aux Universiades, elle a remporté trois médailles individuelles dont une de bronze sur la mass-start en 2015 à Strbske Pleso et d'argent à la mass-start et au sprint en 2017 à Almaty, ainsi que trois médailles en relais mixte.
En 2019, pour la dernière fois elle marque des points dans la Coupe du monde, avant de se retirer en 2020.

## Palmarès

### Championnats du monde
| Épreuve / Édition                  | Individuel | Sprint | Poursuite | Départ en masse | Relais | Relais mixte |
| Mondiaux 2013 Nové Město na Moravě | —          | 63e    | —         | —               | —      | —            |
| Mondiaux 2015 Kontiolahti          | —          | 35e    | 28e       | —               | —      | —            |

### Coupe du monde
- Meilleur classement général : 60e en 2015.
- Meilleur résultat individuel : 14e.

#### Classements en Coupe du monde
| Année     | Classement général final | Sprint | Poursuite | Individuel | Mass start |
| 2012-2013 | 82e                      | 86e    | 71e       | -          | -          |
| 2014-2015 | 60e                      | 60e    | 51e       | -          | -          |
| 2015-2016 | 103e                     | -      | 85e       | -          | -          |
| 2016-2017 | 81e                      | 70e    | 76e       | -          | -          |
| 2018-2019 | 77e                      | 65e    | -         | 53e        | -          |

### Championnats d'Europe
- Médaille de bronze du relais en 2013.
- Médaille de bronze du sprint en 2014.

### Universiades
- Médaille d'argent en relais mixte en 2013.
- Médaille de bronze à la mass start en 2015.
- Médaille de bronze en relais mixte en 2015.
- Médaille d'argent en sprint en 2017.
- Médaille d'argent à la mass-start en 2017.
- Médaille de bronze en relais mixte en 2017.

### Championnats du monde junior
- Médaille de bronze du relais en 2012.

### IBU Cup
- 3 podiums individuels.
- 1 victoire en relais mixte.